# Anderson Varejão
Anderson Varejão   (Santa Teresa, 28 de setembre de 1982) és un jugador de bàsquet professional brasiler. Juga de pivot, i destaca per la seva gran capacitat atlètica, fortalesa, agilitat i el seu bon tir exterior. També té mala reputació per abusar del flopping (simulació de faltes).

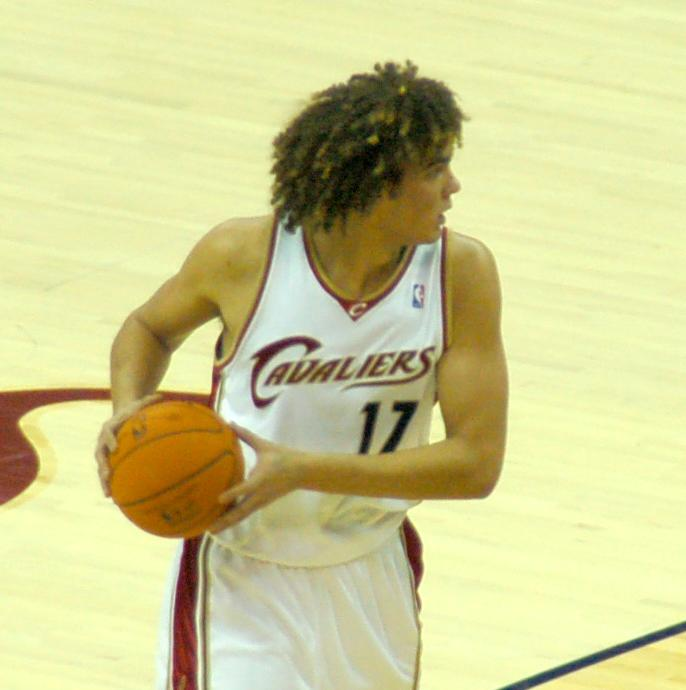
Anderson França Varejão

Al seu país, ha jugat amb el Franca i el Flamengo, amb els que va guanyar un campionat brasiler. Va disputar dues temporades amb l'FC Barcelona, guanyant dues lligues ACB i una Eurolliga. A l'NBA ha jugat amb els Cavaliers i els Warriors, amb tres subcampionats. Fou la 30a elecció del draft de 2004, triat pels Orlando Magic.
És internacional amb la Selecció de bàsquet del Brasil, amb la qual ha participat en uns Jocs Olímpics (Londres 2012) i va guanyar 5 medalles.